# Iglesia de San Francisco (Lucca)

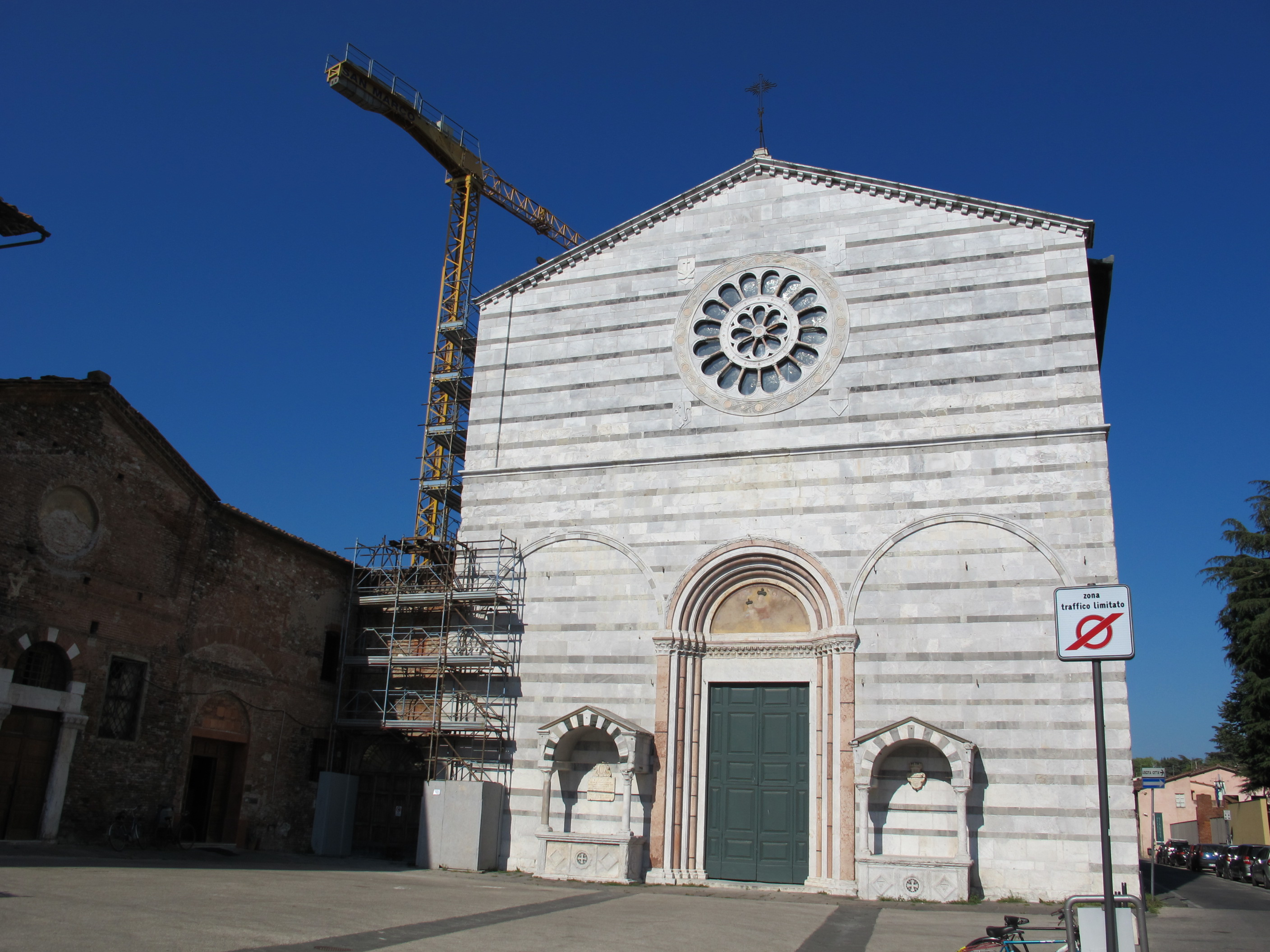
Fachada de la iglesia

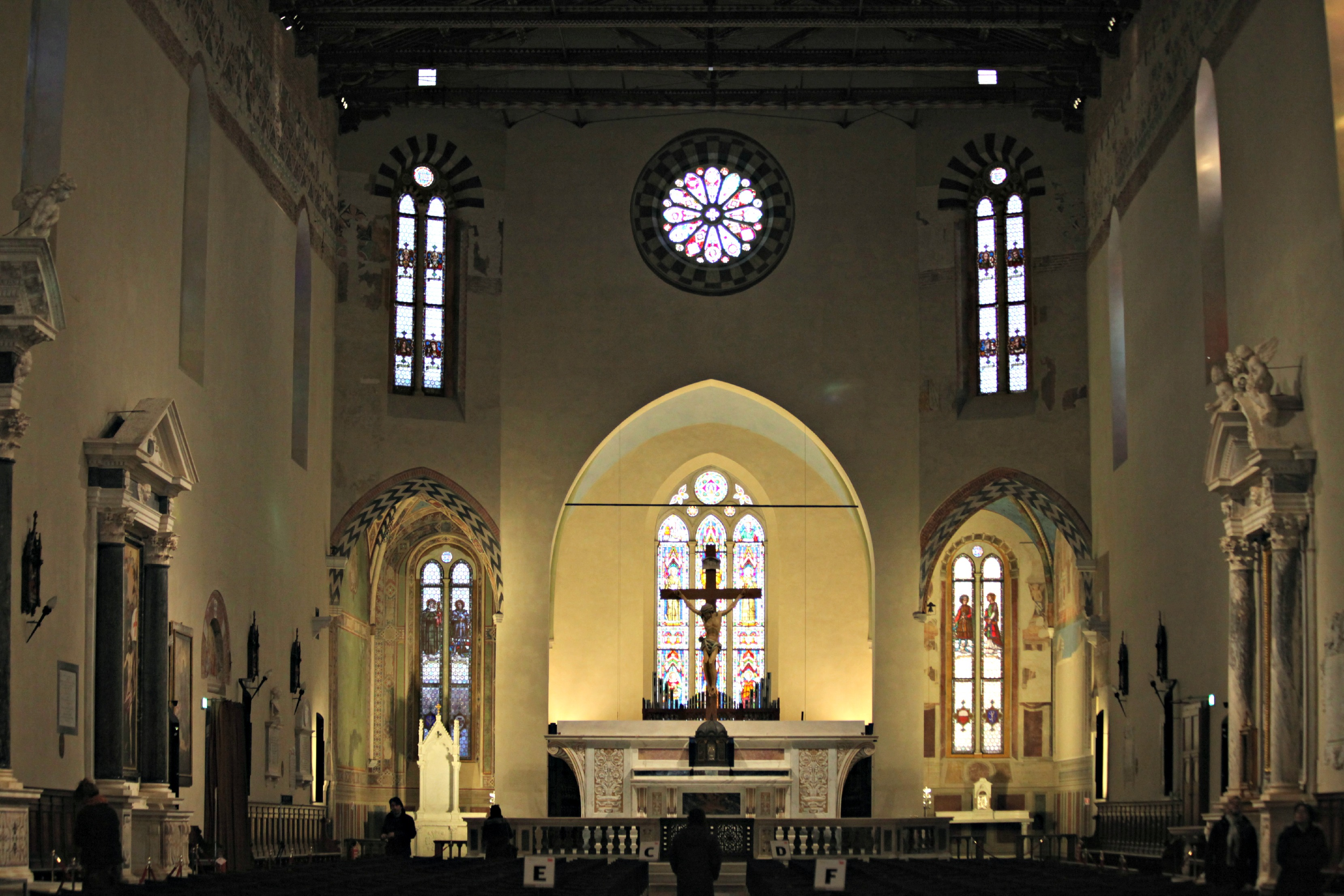
Interior de la iglesia

La iglesia de San Francisco (en italiano: Chiesa di San Francesco) es la iglesia de un convento católico ubicado en la ciudad de Lucca (Toscana, Italia central), que se encuentra en la plaza homónima. Hoy en día está desacralizada.
La presencia de los franciscanos en Lucca está atestiguada ya en el año 1228, tomando esta congregación pronto un papel destacado en la vida de la ciudad. La iglesia, construida en ladrillo está compuesta por una única sala con un techo de cerchas (una celosía de canto variable a dos aguas), se completó a principios del siglo XV, con la introducción de tres capillas presbiterales. La fachada presenta dos sepulturas a ambos costados del portal. En la fachada se adoptó una capa de piedra caliza blanca que recién fue terminada en el siglo XX. 
El interior se diseñó cuidadosamente, en paralelo a la construcción del complejo, el cual se desarrolló desde el siglo XIV al XVII. Luego de la expropiación por parte del estado en el siglo XIX, parte de la colección de pinturas fueron trasladadas al museo de Lucca. 

## Sepulturas
En esta iglesia se hallan enterrados los restos del compositor y chelista Luigi Boccherini (Lucca, Italia, 19 de febrero de 1743 – Madrid, España, 28 de mayo de 1805), pionero del periodo clásico en la música. El cuerpo fue depositado en el año 1927, cuando los restos fueron repatriados por Benito Mussolini para que descansasen en la ciudad donde había nacido. También se encuentra la tumba de Castruccio Castracani degli Antelminelli (1281 – 3 de septiembre de 1328), duque de Lucca y condottiero italiano.